# لیک نورمان آو کتبا (کارولینای شمالی)
لیک نورمان آو کتباً (به انگلیسی: Lake Norman of Catawba) شهری در ایالت کارولینای شمالی کشور ایالات متحده آمریکا است که جمعیت آن در سرشماری سال ۲۰۱۰ میلادی، ۷٬۴۱۱ نفر بوده‌است.